# رفیع (هویزه)
رُفَیِّع شهری در بخش نیسان شهرستان هویزه استان خوزستان ایران است.
این شهر غربی ترین نقطه استان خوزستان از لحاظ مختصات جغرافیایی است.
این شهر در۲۵ کیلومتری غرب هویزه و ۵۰ کیلومتری جنوب غرب سوسنگرد، مرکز شهرستان دشت آزادگان و در نوار مرزی واقع است. فاصله رفیع از تالاب هورالعظیم حدود سه کیلومتر است.

## جمعیت
بر پایه سرشماری عمومی نفوس و مسکن در سال ۱۳۹۵ جمعیت این شهر ۳٬۷۹۷ نفر (در ۱٬۰۰۶ خانوار) بوده‌است.
همه شهروندان این شهر، از مردم عرب و شیعه خوزستان می‌باشند. لهجه مردم، مشابه لهجه استان‌های جنوبی عراق مثل بصره و عماره و ناصریه است. طایفه‌های بزرگ ساکن این شهر «سُواری» و «سواعد» و... هستند.
وضع نامناسب اقتصادی مردم این منطقه هر روز بر دامنه پدیده مهاجرت می‌افزاید. در گذشته نه چندان دور این ش‍هر  به‌دلیل داشتن امکانات و منابع سرش‍ار و غنی از قبیل زمین‌های کش‍اورزی، دامداری، دامپروری، تالاب هورالعظیم صید و صیادی از مهمترین مراکز اقتصادی دشت آزادگان بود به نحوی که از نظر کار هیچ‌گونه مش‍کلی در این منطقه احساس نمی‌شد.
تا پیش از انقلاب اسلامی و وقوع جنگ، این شهر از نظر تولیدات محصولات کش‍اورزی، لبنی مواد پروتئینی نه تنه‍ا خودکفا بود، بلکه مقدار قابل توج‍ه‍ی به ش‍هرستانه‍ای دیگر صادر می کرد، اما با شروع جنگ ایران و عراق و هج‍وم نیروه‍ای عراقی، شهروندان این ش‍هر مج‍بور به ترک خانه و کاش‍انه خود شدند. حدود ۶۰ درصد جوانان شهر رفیع از توابع دشت آزادگان بیکار هستند. اولین مسجدی که در این شهر بنا شد توسط علامه آیت‌الله شیخ علی کرمی فرزند آیت‌الله شیخ محمد طه کرمی حویزی و برادر مرجع تشیع آیت‌الله العظمی شیخ محمد کرمی حویزی می‌باشد.